# District de Baghpat
Le district de Baghpat (en hindi : बाग़पत ज़िला, en ourdou : باغپت ضلع) est une division administrative de la division de Meerut dans l'État de l'Uttar Pradesh, en Inde.

## Géographie
Le centre administratif du district est Baghpat. 
La superficie du district est de 1 321 km2 et la population était en 2011 de 1 303 048 habitants.
Le taux d'alphabétisation est de 65,65 %.

## Sites et monuments
- Sanauli ou Sinauli, site archéologique particulièrement notable pour ses chariots à roues pleines de l'âge du bronze, découverts en 2018.